# عباس ابوبکر عباس
عباس ابوبکر عباس (عربی: عباس أبو بكر عباس؛ زادهٔ ۱۷ مهٔ ۱۹۹۶) ورزشکار دو و میدانی اهل بحرین است.
وی در مسابقات کشوری و بین‌المللی در مجموع برندهٔ ۱ مدال برنز شده‌است.